# Silk Stalkings
Silk Stalkings is een Amerikaanse actieserie die op de Amerikaanse tv werd uitgezonden van 1991 tot 1999. Hierin vormen Rita Lee Lance (Mitzi Kapture) en Chris Lorenzo (Rob Estes) een duo dat misdaden oplost die meestal in de relationele sfeer plaatsvinden. Zijzelf waren in het verleden al eens eerder professionele partners, vervolgens geliefden en getrouwd.
Componist Mike Post werd voor de openingsmuziek van Silk Stalkings in 1992 genomineerd voor een Emmy Award.

## Rolverdeling
| Acteur        | Personage                     |
| ------------- | ----------------------------- |
| Rob Estes     | Sgt. Chris Lorenzo            |
| Mitzi Kapture | Police Sgt. Rita Lee Lance    |
| William Anton | Assistant D.A. George Donovan |
| Charlie Brill | Capt. Harry Lipschitz         |